# Labudovo okno
Labudovo okno (en serbe cyrillique Лабудово окно) est une aire protégée situé en Serbie, près de Bela Crkva, dans la province de Voïvodine. Depuis 2006, il est inscrit sur la liste des sites Ramsar pour la conservation et l'utilisation durable des zones humides.

## Géographie
Le site de Labudovo okno est pour l'essentiel situé en Voïvodine, au sud-est du Banat, près des villages de Dubovac, Ram et Banatska Palanka, tandis qu'une partie plus restreinte de son territoire se situe sur la rive droite du Danube, en Serbie centrale ; à l'est, il s'étend en direction la rivière Nera et de la frontière roumaine. Les localités les plus importantes du secteur sont Kostolac, sur la rive droite du fleuve, Bela Crkva et Kovin, sur la rive gauche.
Labudovo okno s'étend sur 37,33 km2 et le site est situé au sud de la plaine pannonienne, entre la Deliblatska peščara, au nord, et les dunes de sable de Ram et Golubac (en serbe : Ramsko-golubačka peščara), au sud.

## Flore

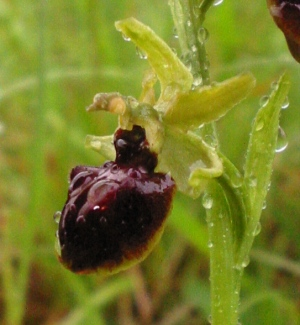
L'ophrys araignée

Parmi les espèces végétales considérées comme précieuses pour la biodiversité et présentes à Labudovo okno, on peut signaler l'aloès d'eau (Stratiotes aloides), la gentiane des marais (Gentiana pneumonanthe), une espèce de saule, Salix rosmarinifolia, ou encore l'acore odorant (Acorus calamus), le souchet long (Cyperus longus) et le scirpe à trois angles (Schoenoplectus triqueter).
D'autres espèces encore sont protégées en Serbie et, en particulier, l'ophrys araignée (Ophrys sphegodes)), qui fait partie de la famille des orchidacées. Dans cette même catégorie, on peut encore citer l'adonis de printemps (Adonis vernalis), l'aubépine noire (rataegus nigra), le Sonchus palustris, la nivéole d'été (Leucoium aestivum) ; outre le souchet long (Cyperus longus) déjà cité, d'autres espèces du même genre sont protégées, le Cyperus serotinus et le Cyperus glomeratus.

### Faune

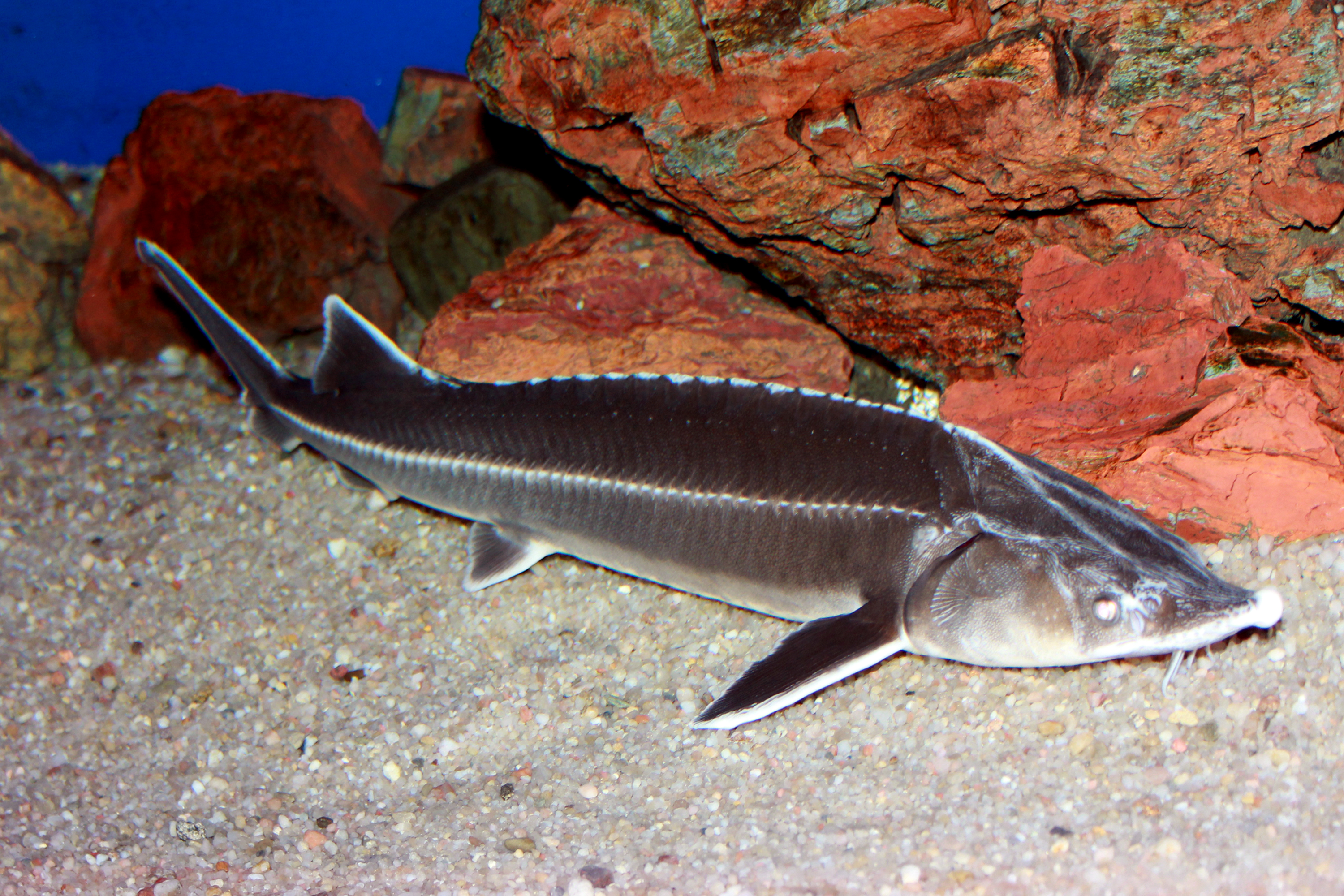
Le sterlet

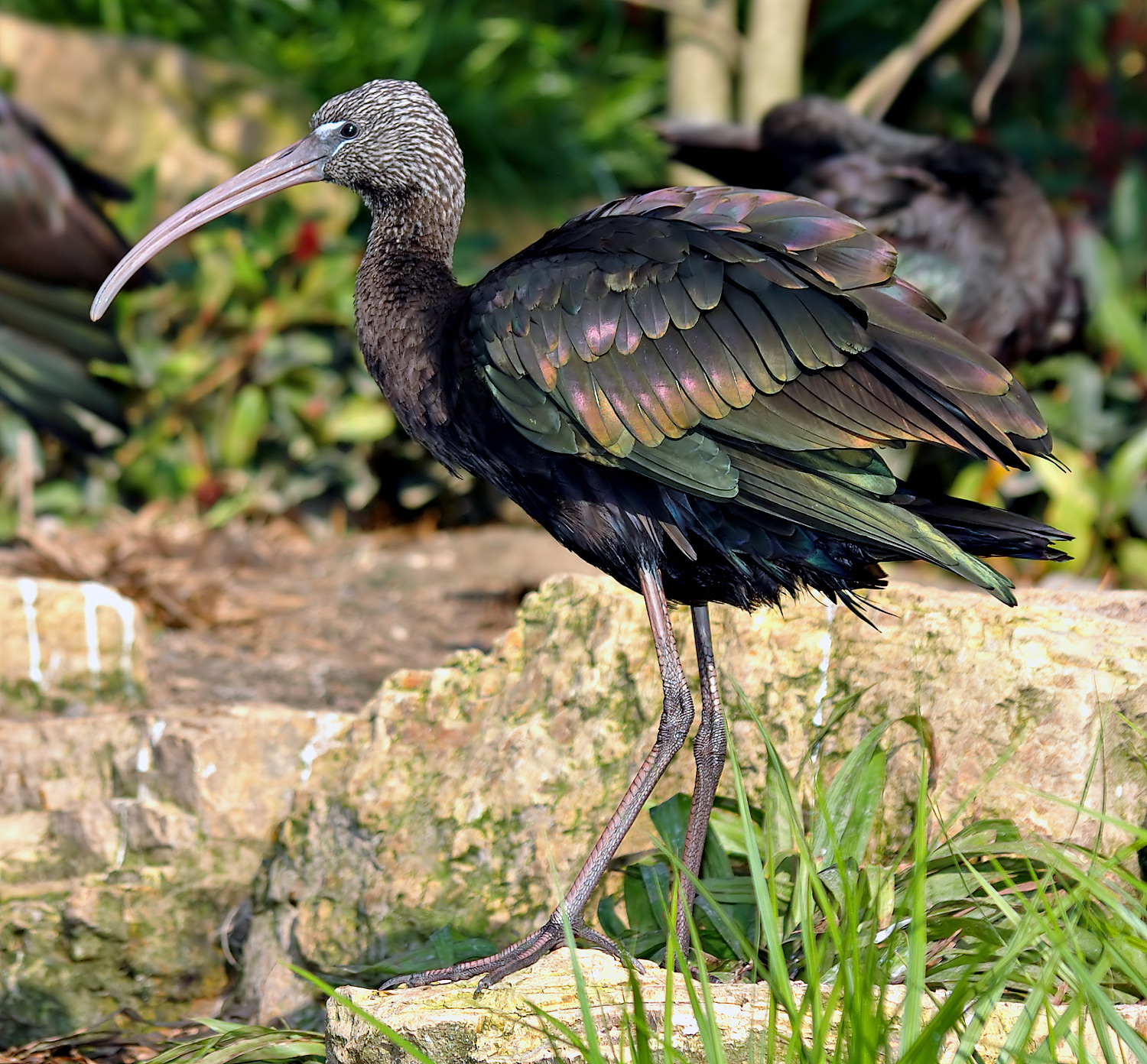
L'ibis falcinelle

Labudovo okno abrite un grand nombre d'espèces figurant sur la liste rouge de l'UICN ou considérées comme vulnérables. Dans cette catégorie, parmi les espèces de poissons, on peut citer le Gymnocephalus schraetser, le sterlet (Acipenser ruthenus), deux espèces du genre Zingel, le Zingel streber et le Zingel zingel. Parmi les oiseaux menacés, on peut signaler le cormoran pygmée (Phalacrocorax pygmaeus), l'oie naine (Anser erythropus), le fuligule nyroca (Aythya nyroca), l'aigle criard (Aquila clanga), l'aigle impérial (Aquila heliaca), le pygargue à queue blanche (Haliaeetus albicilla), le faucon sacre (Falco cherrug), le râle des genêts (Crex crex). Et, parmi les rongeurs, On peut encore citer le Spalax leucodon, une sorte de rat taupe, et le souslik d'Europe (Spermophilus citellus).
Certaines espèces sont considérées comme précieuses pour la biodiversité. Parmi celles-ci, présentes dans la zone, on peut signaler l'ibis falcinelle (Plegadis falcinellus), le crabier chevelu (Ardeola ralloides), le héron pourpré (Ardea purpurea), la cigogne noire (Ciconia nigra) et la cigogne blanche (Ciconia ciconia). On y rencontre encore la loutre d'Europe Lutra lutra) et le loup (Canis lupus).
Le secteur de Labudovo okno constitue également un abri pour de nombreuses espèces d'oiseaux, notamment en hiver ou pendant les périodes de migration. Outre le cormoran pygmée, on y rencontre l'aigrette garzette (Egretta garzetta), l'oie rieuse (Anser albifrons), l'oie cendrée (Anser anser), le fuligule milouin (Aythya ferina), le garrot à œil d'or (Bucephala clangula) et la harle piette (Mergus albellus).
Les poissons constituent une des richesses de Labudovo okno. On en recense environ 50 espèces, appartenant aux familles des Petromyzontidae, 
Acipenseridae, Esocidae, Cyprinidae, Cobitidae, Balitoridae, Siluridae, Ictaluridae, Anguillidae et Gadidae.